# Егидерево
 Егидерево  — деревня в Верхнеуслонском районе Татарстана. Входит в состав Коргузинского сельского поселения.

## География
Находится в западной части Татарстана на расстоянии приблизительно 30 км на юг-юго-запад от районного центра села Верхний Услон.

## История
Основана в период Казанского ханства. Упоминалась также под названием Вознесенское (по церкви). В 1906-16 годах вместо пришедшей в ветхость Вознесенской церкви была построена Богородице-Скорбященская церковь.

## Население
Постоянных жителей было в 1782 году — 306 душ мужского пола, в 1859—795, в 1897—1017, в 1908—1275, в 1920—1150, в 1926—825, в 1938—563, в 1949—408, в 1958—411, в 1970—300, в 1979—199, в 1989—121. Постоянное население составляло 122 человека (русские 96 %) в 2002 году, 82 в 2010.

## Достопримечательности
Храм иконы Божией Матери «Всех скорбящих Радость».